# 加藤諒
加藤 諒（かとう りょう、1990年〈平成2年〉2月13日 - ）は、日本の俳優、タレント。静岡県静岡市葵区出身。キューブ所属。C.I.A.の元メンバー。

## 来歴
生まれも育ちも静岡市。祖父母と両親、2人の姉に囲まれて育った。姉たちがバレエやダンスを習っていたので興味を持ち、5歳で親戚が設立した地元のミュージカルスタジオに入る。2000年、当時10歳で出演したバラエティー番組『あっぱれさんま大先生』にて芸能界デビュー。その後、映画『デトロイト・メタル・シティ』やドラマ『学校のカイダン』、『主に泣いてます』、『怪盗 山猫』などで脇役として出演し、知名度を上げた。
2016年・2018年・2021年に舞台、2019年に実写映画化されたギャグ漫画『パタリロ!』（原作：魔夜峰央）において、主人公・パタリロ・ド・マリネール8世を演じ、その再現度の高さを絶賛され、加藤の当たり役であり代表作のひとつとなる。
2020年7月2日、YouTubeチャンネル開設。

## 人物
静岡市立城内中学校、常葉大学附属橘高等学校（音楽科）を経て、多摩美術大学造形表現学部映像演劇学科卒業。大学在学中には、舞台のセットを作ったり、役者として出演もしていた。野田秀樹教授の授業を受講し、インターンシップとして「NODA MAP」に出演を果たした。きゃりーぱみゅぱみゅの大ファンで、自宅ではDVDに合わせて踊っている。このダンスはテレビ番組でも披露している。
2016年5月のストリートダンス舞台『ASTERISK Goodbye, Snow White』では、大勢のプロダンサー達に混ざってゲストダンサーとして出演した。
役作りのため、坊主にしてカツラを被っていることが多いが、カツラは事務所から坊主だと可愛げがないという理由で渡され、加藤の元々の髪型に合わせてオーダーメイドで作ったものである。
3人姉弟の末っ子。実家で犬や猫を飼っており、動物好きである。趣味は映画鑑賞（特にホラー映画）。特技はヒップホップダンスで、2001年の第52回NHK紅白歌合戦では「Kids Dream」コーナーでミニモニ。のバックダンサーを務めたこともある。
小型船舶二級免許所有。2023年3月に普通自動車運転免許を取得したことを自身のTwitterで免許証写真とともに報告した。

## 出演

### テレビドラマ
- ガッコの先生（2001年10月7日 - 12月16日、TBS） - 日向響 役
- 連続テレビ小説（NHK）
  - こころ 第79話 - 最終話（2003年6月30日 - 9月27日） - 山本万次郎 役
  - あまちゃん 第29話（2013年5月3日） - 不良 役
  - とと姉ちゃん 第7話 - 第14話（2016年4月11日 - 19日） - 玉置正雄 役
- パズル 第4話（2008年5月9日、朝日放送テレビ・テレビ朝日系） - 白石研一 役
- 第8回テレビ朝日21世紀新人シナリオ大賞ドラマ「ゴーストタウンの花」（2009年3月20日、テレビ朝日）
- 名探偵の掟 第1話（2009年4月17日、テレビ朝日）
- イケ麺新そば屋探偵〜いいんだぜ!〜 第9話（2009年9月5日、日本テレビ）　- イケ麺バイト リョウ 役 / 池田政彦少年 役（回想シーン）
- 主に泣いてます（2012年7月7日 - 9月8日、フジテレビ） - 小桃宣親 役
- 小暮写真館（2013年3月31日 - 4月21日、NHK BSプレミアム） - 田中博史 役
- 押忍!!ふんどし部!（2013年4月11日 - 7月4日、テレビ神奈川） - 羽鳥兄弟三男 役
  - 押忍!!ふんどし部! シーズン2 〜南海怒濤篇〜（2014年1月3日 - 3月14日）
- かすていら 第1話（2013年7月7日、NHK BSプレミアム）
- 恋文日和 第4話・第8話（2014年1月28日・2月25日、日本テレビ）
- 警視庁捜査一課9係 season9 第9話（2014年9月3日、テレビ朝日） - 宇佐見保 役
- イタズラなKiss2〜Love in TOKYO 第2話・第8話（2014年12月2日・2015年1月20日、フジテレビ） - 青木 役
- すべてがFになる 第7話・第8話（2014年12月2日・9日、フジテレビ） - 武蔵川純 役
- 玉川区役所 OF THE DEAD 第10話（2014年12月6日、テレビ東京） - 怪力ゾンビ 役
- 学校のカイダン（2015年1月10日 - 3月14日、日本テレビ） - 甲羅ちひろ 役
- 保育探偵25時〜花咲慎一郎は眠れない!!〜 第1話（2015年1月16日、テレビ東京） - 弓削克治 役
- 太鼓持ちの達人〜正しい××のほめ方〜 第9話（2015年3月9日、テレビ東京） - 矢沢司 役
- 婚活刑事（2015年7月2日 - 9月17日、読売テレビ・日本テレビ系） - 剣崎一郎 役
- ドラマ甲子園 なんでやねん受験生（2015年8月30日、フジテレビTWO） - 試験官 役
- オトナヘノベル「ハデス・バトラー －破滅の女神－」（2015年10月29日・11月5日、NHK Eテレ） - 主演（前編）・本条司 役[15]
- 怪盗 山猫 第3話（2016年1月30日、日本テレビ） - 門松達郎 役
- ゆとりですがなにか（2016年4月17日 - 6月19日、日本テレビ） - 円山 役
  - ゆとりですがなにか 純米吟醸純情編（2017年7月2日・9日）
- よしもと新喜劇 真夏の大感謝祭4時間ぶち抜きSP 第3部 よしもと綺談「蘇り」（2016年8月20日、MBS）
- 舞え!KAGURA姫（2016年11月30日、NHK BSプレミアム） - 桑畑司 役
- 大河ドラマ 真田丸 第42話・最終話（2016年10月23日・12月18日、NHK） - 石合十蔵 役
- 東京タラレバ娘（2017年1月18日 - 3月22日、日本テレビ） - タラ 役 ※ 声の出演[16]
  - 東京タラレバ娘2020（2020年10月7日）[17]
- 突然ですが、明日結婚します（2017年1月23日 - 3月20日、フジテレビ） - 金田三郎（きんちゃん） 役[18]
- 母になる 第3話（2017年4月26日、日本テレビ）[19]
- ボク、運命の人です。 第8話（2017年6月3日、日本テレビ） - 国枝節郎 役
- 怪獣倶楽部〜空想特撮青春記〜（2017年6月5日 - 26日、MBS / 6月7日 - 28日、TBS系） - ユウスケ 役[20]
- 僕たちがやりました（2017年7月18日 - 9月19日、カンテレ・フジテレビ系） - 水前寺 役
- 下北沢ダイハード 第6話「未来から来た男」（2017年8月26日、テレビ東京） - 店員 役[21]
- 父、ノブナガ（2017年10月7日、CBC・TBS系） - 佐藤太郎 役
- アシガール 第10話 - 最終話（2017年12月2日 - 16日、NHK総合） - 高山宗熊 役
  - アシガールSP 〜超時空ラブコメ再び〜（2018年12月24日）
- ちょい☆ドラ2017〜人生でエモいことは10分で起こる〜「ロボカトー中島と花沢さん!」（2017年12月28日、NHK総合） - 主演・ロボカトー中島 役
- 正月時代劇 風雲児たち〜蘭学革命（れぼりゅうし）篇〜（2018年1月1日、NHK総合） - 小田野武助 役
- 日曜ワイド 管理官 明石美和子 十四番目に来た女（2018年3月4日、テレビ朝日） - 野崎勇太 役
- もみ消して冬〜わが家の問題なかったことに〜 第9話・最終話（2018年3月10日・17日、日本テレビ） - 吉田邦夫 役
- ゼロ 一獲千金ゲーム（2018年7月15日 - 9月16日、日本テレビ） - 真鍋チカラ 役[22]
- PRINCE OF LEGEND（2018年10月4日 - 12月6日、日本テレビ） - 実相寺光彦 役[23][24]
- 遠藤憲一と宮藤官九郎の勉強させていただきます 第2話（2018年11月19日、WOWOW） - 加藤諒（本人）役
- オリガミの魔女と博士の四角い時間スペシャル（2018年12月29日、Eテレ） - 忍者 役
- Eテレ60　Eうた♪ココロの大冒険（（2019年1月1日、Eテレ） - 虫歯建設株式会社の社長 役
- 家売るオンナの逆襲 第1話（2019年1月9日、日本テレビ） - にくまる 役
- 盤上のアルファ〜約束の将棋〜（2019年2月3日 - 24日、NHK BSプレミアム） - 天野耕平 役
- 神酒クリニックで乾杯を 第5話（2019年2月16日、BSテレ東） - 八木沢優 役
- スーパープレミアム「恋と就活のダンパ」（2019年4月27日、NHK BSプレミアム） - 主演・菅猛 役
- 焼肉プロレス（2019年7月4日 - 9月19日、テレビ大阪） - 主演・江ノ本彗太 役[25]
- ルパンの娘（2019年7月11日 - 9月26日、フジテレビ） - 巻栄一 役[26]
  - ルパンの娘 第2シリーズ 第7話（2020年11月26日）
- ひみつ×戦士 ファントミラージュ! 第18話（2019年8月4日、テレビ東京） - ひだぽんた 役
- ニューウェーブアワー「グッバイ筋肉！」（2019年9月6日、TOKYO MX） - ピンちゃん 役 ※ 声の出演
- ハゲしわしわときどき恋（2020年1月2日、テレビ朝日） - 栗田紅葉（高校生） 役[27]
- ワケあって火星に住みました〜エラバレシ4ニン〜 第5話（2020年2月22日、WOWOW） - 体操選手・三井 役[28]
- 捨ててよ、安達さん。 第3話（2020年5月2日、テレビ東京） - 初代携帯電話 役[29]
- FAKE MOTION -卓球の王将- 第6話（2020年5月14日、日本テレビ） - 原田頼朝 役
- 連続ドラマW 大江戸グレートジャーニー〜ザ・お伊勢参り〜（2020年6月6日 - 7月11日、WOWOW） - 六助 役[30]
- ドラマスペシャル 刑事アフター5（2020年10月1日、テレビ朝日） - 坂田悠也 役[31]
- あのコの夢を見たんです。 第1話（2020年10月3日、テレビ東京） - 加藤諒（本人） 役[32]
- 明治開化 新十郎探偵帖 第4話（2021年1月8日、NHK BSプレミアム） - 佐々木総三 役
- バイプレイヤーズ 〜名脇役の森の100日間〜　第5話（2021年2月5日、テレビ東京） - 加藤諒（本人） 役
- ネメシス 第5話 - 最終話（2021年5月9日 - 6月13日、日本テレビ） - リュウ楊一 役[33]
- ナンバMG5第1話 - 第6話（2022年4月13日 - 5月25日、フジテレビ） - 東ミチル 役[34]
- 星新一の不思議な不思議な短編ドラマ『買収に応じます』（2022年8月2日、NHK BS4K・BSプレミアム） - 死神 役[35]
- 善人長屋 第1話（2022年7月8日、NHK BSプレミアム・BS4K） - 磯太郎 役[36]
- 幸運なひと（2023年3月6日、NHK BSプレミアム・NHK BS4K） - 仲澤哉太 役[37]
- 育休刑事 第8話（2023年6月6日、NHK総合・NHK BS4K） - 林田弘毅 役
- ああ、ラブホテル 〜秘密〜 第8話「記憶」（2023年7月7日、WOWOW） - 沖田義雄 役[38]
- ONE DAY〜聖夜のから騒ぎ〜（2023年10月9日 - 12月18日、フジテレビ） - 前島洋平 役[39][40]
- リビングの松永さん 第9話（2024年3月5日、カンテレ・フジテレビ系） - サンジェ 役
- 科捜研の女 season24（2024年7月3日 - 9月11日、テレビ朝日） - 加瀬淳平 役[41]
- 嘘解きレトリック 第4話・第5話（2024年10月28日・11月4日、フジテレビ） - 久保 役[42]
- 家政夫のミタゾノ 第7シーズン 第4話（2025年2月4日、テレビ朝日） - 坂口雄太 役[43]
- 問題物件 第9話・第10話（2025年3月12日・19日、フジテレビ） - 織山仁 役[44]
- ワタシってサバサバしてるから2（2025年2月5日、NHK BSプレミアム4K / 2025年5月5日 - 6月5日、NHK総合） - マスター 役[45]

### テレビアニメ
- aiseki MOGOL GIRL（2017年10月 - 12月、東京メトロポリタンテレビジョンほか） - 主演・フユミ 役[46]
- さらざんまい（2019年4月 - 6月、フジテレビほか） - 箱田収丸、猫山毛吉、キース・モットクレー、蕎麦谷ゆで男、匂野福郎、玉寄私蹴 役[47]

### 映画
- 金髪の草原（2000年9月9日、ザナドゥー） - リョウ 役
- 僕と彼女の×××（2005年10月5日、シネクイント渋谷） - めがね君 役
- HINOKIO（2005年7月9日、松竹） - 平井健太 役
- 夜のピクニック（2006年9月30日、ムービーアイ・松竹）
- デトロイト・メタル・シティ（2008年8月23日、東宝） - 根岸俊彦 役
- フレフレ少女（2008年10月11日、松竹） - 釜本 役
- ソフトボーイ（2010年6月19日、東宝） - オオウチ 役
- 石の降る丘（2011年1月8日、マーベラスエンターテイメント） - 田沢作之助 役
- ガチバン スプレマシー1（2013年4月13日、AMGエンタテインメント）
  - ガチバン スプレマシー2（2013年5月18日、AMGエンタテインメント）
  - ガチバンZ 代理戦争（2013年11月9日、AMGエンタテインメント）
- 人狼ゲーム ビーストサイド（2014年8月30日、AMGエンタテインメント） - 小曽根正則 役[48]
- 愛こそはすべて 〜All You Need is Love〜（2014年10月4日、アートポート）
- ピラメキ子役恋ものがたり〜子役に憧れるすべての親子のために〜（2015年2月21日、よしもとクリエイティブ・エージェンシー） - AD牧田 役
- 金メダル男（2016年10月22日、ショウゲート） - 三村考二 役[49]
- 本能寺ホテル（2017年1月14日、東宝） - チラシを配る男 役
- リンキング・ラブ（2017年10月28日、BS-TBS） - 浦野修一 役
- 火花（2017年11月23日、東宝） - 鹿谷 役[50]
- ギャングース（2018年11月23日、キノフィルムズ・木下グループ） - 主演・カズキ 役（高杉真宙、渡辺大知とトリプル主演）[51]
- ニセコイ（2018年12月21日、東宝） - ゴリ沢 役
- 翔んで埼玉（2019年2月22日、東映） - 下川信男 役[52]
  - 翔んで埼玉 〜琵琶湖より愛をこめて〜（2023年11月23日、東映）[53][54]
- PRINCE OF LEGEND（2019年3月21日、東宝） - 実相寺光彦 役[55]
  - 貴族降臨 -PRINCE OF LEGEND-（2020年3月13日、東宝）
- パタリロ!（2019年6月28日、HIGH BROW CINEMA） - 主演・パタリロ・ド・マリネール8世 役[56]
- エキストロ（2020年3月13日、吉本興業）[57]
- 一度死んでみた（2020年3月20日、松竹） - オタク 役[58]
- 事故物件 恐い間取り（2020年8月28日、松竹） - 肉戦車 役[59]
- とんかつDJアゲ太郎（2020年10月30日、ワーナー・ブラザース映画） - 室満夫 役[60]
- プリテンダーズ（2021年10月16日、ガイエ） - タイチ 役
- 老後の資金がありません！（2021年10月30日、東映） - 松平琢磨 役[61]
- 映画「おそ松さん」（2022年3月25日、東宝） - ハタ坊 役[62]
- 映画ネメシス 黄金螺旋の謎（2023年3月31日、ワーナー・ブラザース映画） - リュウ楊一 役[63]
- はたらく細胞（2024年12月13日、ワーナー・ブラザース映画） - 先輩赤血球 役[64]
- 事故物件ゾク 恐い間取り（2025年7月25日、松竹） - 小山 役[65]

### 舞台
- NODA・MAP ザ・キャラクター（2010年6月 - 8月、東京芸術劇場 中ホール） - 天使 役
- 押忍!!ふんどし部!（2010年11月、山野ホール） - 羽鳥兄弟・三男 役
  - 押忍!!ふんどし部! 再演（2012年1月、CBGKシブゲキ!!）
  - 押忍!!ふんどし部! 再々演（2013年2月、CBGKシブゲキ!!）
  - 続!! 押忍!!ふんどし部!（2013年9月、CBGKシブゲキ!!）
- クレイジーハニー（2011年8月 - 9月、東京：PARCO劇場／金沢：北國新聞赤羽ホール／福岡：ももちパレス／大阪：森ノ宮ピロティホール）
- 合唱ブラボー!〜ブラボー大作戦〜 日替わりゲスト（2013年6月14日、CBGKシブゲキ!!）
- junkiesista×junkiebros.「REizeNT〜霊前って…〜」（2014年1月 - 2月、シアターグリーン BIG TREE THEATER）
- 中の人（2014年4月 - 5月、東京：東京グローブ座／大阪：梅田芸術劇場シアター・ドラマシティ）
- WBB vol.7「バリスタと恋の黒魔術」（2014年11月、赤坂RED/THEATER）
- ライブ・スペクタクル「NARUTO -ナルト-」（2015年3月 - 6月、東京：AiiA 2.5 Theater Tokyo／福岡：キャナルシティ劇場／大阪：梅田芸術劇場メインホール／宮城：多賀城市民会館／マカオ/マレーシア/シンガポール） - 秋道チョウジ 役
  - 再演（2016年7月 - 8月、大阪：梅田芸術劇場シアター・ドラマシティ／東京／AiiA 2.5 Theater Tokyo） - 秋道チョウジ 役[66]
- 残酷歌劇『ライチ☆光クラブ』（2015年12月、AiiA 2.5 Theater Tokyo） - ヤコブ 役[67]
- *ASTERISK「Goodbye,Snow White」新釈・白雪姫（2016年5月、東京国際フォーラム） - 眉毛が太いことを気にする白雪姫 役[68]
- パタリロ!（2016年12月、紀伊國屋ホール） - 主演・パタリロ・ド・マリネール8世 役 [69]
  - 舞台「パタリロ!」★スターダスト計画★（2018年3月 - 4月、東京：天王洲 銀河劇場／大阪:森ノ宮ピロティホール）[70]
  - 舞台「パタリロ!」〜霧のロンドンエアポート〜（2021年1月、天王洲 銀河劇場）[71]
  - 舞台「パタリロ!」～ファントム～（2022年9月、東京：天王洲 銀河劇場／大阪：サンケイホールブリーゼ）[72]
- 學蘭歌劇『帝一の國』ー 大海帝祭 ー スペシャルゲスト（2017年8月12日、日本青年館ホール）[73]
- PARCO & CUBE 20th present「人間風車」（2017年9月 - 11月、東京：東京芸術劇場 プレイハウス／高知：高知県立県民文化ホール オレンジホール／福岡：福岡市民会館 大ホール／大阪：森ノ宮ピロティホール／新潟：りゅーとぴあ 新潟市民芸術文化会館／長野：ホクト文化ホール 中ホール／仙台：電力ホール） - サム 役[74]
- エハラマサヒロ10周年記念ミュージカル「10th Anniversary ザ・ミュージカルマン starring エハラマサヒロ」（2018年10月、新宿BLAZE） - ラルゴ 役[75]
- 東京芸術劇場30周年記念公演 真夏の夜の夢（2020年10月 - 12月、東京：東京芸術劇場 プレイハウス／新潟：りゅーとぴあ 新潟市民芸術文化会館 劇場／松本：まつもと市民芸術館 主ホール／兵庫：兵庫県立芸術文化センター 阪急 中ホール／札幌：札幌市教育文化会館 大ホール／宮城／えずこホール（仙南芸術文化センター）大ホール） - テイターニア 役[76]
- 音楽劇「GREAT PRETENDER」（2021年7月 - 8月、東京：東京建物 Brillia HALL／大阪：オリックス劇場） - 北大路 役
- マーダーミステリーシアター
  - 裏切りの晩餐（2021年12月14日、配信） - 南瑛人 役[77]
  - 殺意の代償（2025年3月15日、品川プリンスホテル クラブeX）[78]
- 新ハムレット〜太宰治、シェイクスピアを乗っとる!?〜（2023年6月6日 - 25日、PARCO劇場 / 7月6日、久留米シティプラザ ザ・グランドホール / 7月9日、森ノ宮ピロティホール） - ホレーショー 役[79]
- ミュージカル「スウィーニー・トッド フリート街の悪魔の理髪師」（2024年3月9月 - 30日、東京建物 Brillia HALL） - トバイアス 役（Wキャスト）[80]

### 配信ドラマ
- 「下北沢ダイハード」スピンオフ「下北沢で○○○が見つからない男」（2017年9月15日より期間限定配信、YouTube・ひかりTV・GYAO!） - 不敵な男 役[81]
- 日本をゆっくり走ってみたよ 〜あの娘のために日本一周〜 第7話（2017年11月24日配信、Amazon Prime Video）
- イケMEN！～3分だけのキュン彼氏～（2021年11月11日 - 2022年1月13日、Spotify、オーディオドラマ） - ネコちゃんタイマー 役[82]
- 僕の愛しい妖怪ガールフレンド（2024年3月22日、Amazon Prime Video） - 寺内和典 役[83]
- サラリーマン山崎シゲル（2025年7月1日 - 、FOD SHORT）[84]

### バラエティ番組

#### レギュラー番組
- あっぱれさんま大先生（2000年 - 2003年、フジテレビ）
- よるべん（2012年 - 2013年、TBS） - 準レギュラー
- ワオ（2014年4月2日 - 9月24日、フジテレビ）
- 痛快TV スカッとジャパン（フジテレビ） - 不定期出演
- アニカル部!（2017年3月5日 - 2018年3月25日、アニマックス） - MC　※足立梨花、桃井はること共演[85]
- イブアイしずおかエンタ（2018年4月6日 - 2019年9月20日、SBS） - 「加藤諒のいちにち生徒会長」リポーター
- あいのり：African Journey（2019年9月5日 - 、Netflix / 10月5日 - 、FOD / 2020年1月12日 - 6月28日、フジテレビ） - スタジオMC[86]
- 僕は歌が歌いたい（2020年8月2日 - 9月27日、日本テレビ） - マネージャー 役[87]
- ぽかぽか（2023年1月16日 - 、フジテレビ） - 月曜 準コーナーレギュラー[88]

#### スペシャル番組
- 変装かくれんぼ ハイド＆シーク（2020年1月31日・3月20日、TBS） - 変装芸能人（2回とも井上咲楽と「眉毛コンビ」として参戦）
- ウイークエンド中部「加藤諒が訪ねる！徳川家康と富士山との関係は？～静岡県富士市・富士宮市～」（2023年8月19日、NHK総合）

### 教育番組・教養番組
- で〜きた（2016年4月5日 - 2017年3月（以後リピート放送中）、NHK Eテレ） - 主演・出来内満太郎→デキナイヲデキルマン 役
- 俳句さく咲く!（2017年4月23日 - 2020年3月22日、NHK Eテレ）
- 超入門!落語 THE MOVIE（NHK総合）
  - かぼちゃ屋（2017年10月19日） - 与太郎 役
  - ふだんの袴（2018年3月3日） - 八公 役
- ふしぎエンドレス 理科5年、理科6年（2018年4月10日 - 2019年3月（以後リピート放送中）、NHK Eテレ） - テミルン 役（声の出演）
- NHK高校講座 美術Ⅰ（2021年4月8日 - 2022年3月（以後リピート放送中）、NHK Eテレ）
- ビットワールド（2023年4月7日 - 、NHK Eテレ）

### 歌番組
- テレ東音楽祭 2022春（2022年2月23日、テレビ東京） - AKB48とのコラボ出演[89]
- オールスター合唱バトル(2024年7月14日、フジテレビ-ミュージカル合唱団)

### ラジオドラマ
- 青春アドベンチャー　柳生非情剣（2022年1月10日 - 14日、NHK-FM） - 柳生又十郎宗冬 役[90]
- 青春アドベンチャー　四捨五入殺人事件（2022年4月11日 - 15日、NHK-FM） - 藤川武臣 役[91]
- 青春アドベンチャー　新釈・遠野物語（2024年10月7日 - 11日、NHK-FM） - 山之上ひさし 役[92]

### CM
- 学研
- ハドソン ボンバーマンストーリー「2人きりになれた」編（2001年4月20日 - ）
- 静岡トヨペット「イプサム」編
- Z会の通信教育 「気合・受験」篇（2012年1月10日 - ）
- コナミ メタルギア ライジング リベンジェンス「受験生」編（2013年2月15日 - ）
- 楽天カード「カンタン申し込み」篇（2014年6月10日 - ）
- バンダイナムコエンターテインメント ドリフトスピリッツ「名車コレクター」篇（2016年8月9日 - ）
- LINEバイト「LINEバイト キテルゾ!1000万会員」篇（2016年9月30日 - ）
- Aflac　「不老不死の男 登場篇」、「不老不死の男 新入社員篇」（2017年2月11日 - ）
- KIRIN『氷結 シチリア産レモン』『氷結ストロング シチリア産レモン』「あたらしくいこう。」篇（2018年4月24日 - ）
- 銀座カラー 「ミス・チョイスの罠篇」「ミス・チョイスを退治篇」（2019年1月7日 - ）
- カゴメ 野菜一日これ一本「あなたの大好物に、合うのだ。」篇（2021年3月23日 - ）※松重豊と共演。

### MV
- 乃木坂46「今、話したい誰かがいる」Type-B収録 伊藤万理華"個人PV『GO,GO!イサキちゃん第1話』（2015年10月28日発売、ソニー・ミュージックレコーズ） - カトゥ 役
- いきものがかり「ラブとピース!」（2015年11月3日、エピックレコードジャパン）
- Dire Wolf（ダイアーウルフ） / Be the change（テレビ大阪 真夜中ドラマ 『焼肉プロレス』エンディングテーマ）

### その他
- シャキーン!（NHK Eテレ） - ざりがにくん 役

## ディスコグラフィ

### キャラクターソング
| 発売日         | タイトル       | 歌                                       | 楽曲               | 備考                                                |
| -------------- | -------------- | ---------------------------------------- | ------------------ | --------------------------------------------------- |
| 2017年11月22日 | aikiseki girls | ハルコ（原奈津子） feat.フユミ（加藤諒） | 「aikiseki girls」 | テレビアニメ『aiseki MOGOL GIRL』エンディングテーマ |